# Vitbrynad taggstjärt
Vitbrynad taggstjärt (Hellmayrea gularis) är en fågel i familjen ugnsfåglar inom ordningen tättingar.

## Utseende och läte
Vitbrynad taggstjärt är en liten rostbrun fågel med tydligt vit strupe och vitt ögonbrynsstreck. Den taggiga stjärten är rostfärgad. Lätena är ljusa och genomträngande, medan sången är drillande.

## Utbredning och systematik
Vitbrynad taggstjärt placeras som enda art i släktet Hellmayrea. Den delas in i fyra underarter:
- Hellmayrea gularis gularis – förekommer i Anderna från Colombia till norra Ecuador och västra Venezuela
- Hellmayrea gularis brunneidorsalis – förekommer i Perijábergen (gränsen mellan Colombia / Venezuela)
- Hellmayrea gularis cinereiventris–- förekommer i Anderna i västra Venezuela (Mérida och Trujillo)
- Hellmayrea gularis rufiventris – förekommer i Anderna i centrala Peru (Junín)

## Levnadssätt
Vitbrynad taggstjärt hittas i undervegetation i tempererade skogar på mellan 2500 och 3700 meters höjd. Den är en ovanlig fågel som dessutom lätt undgår upptäckt när den för sig eller i par födosöker nära marken bland mossiga klängväxter, ibland som en del av kringvandrande artblandade flockar.

## Status och hot
Arten har ett stort utbredningsområde, men tros minska i antal, dock inte tillräckligt kraftigt för att den ska betraktas som hotad. Internationella naturvårdsunionen IUCN listar arten som livskraftig (LC).